# Ispassalar
Ispassalar (em persa: اسپهسالار; romaniz.: Ispahsālār) ou sipassalar (em persa: سپهسالار; romaniz.: sipahsālār; lit. "comandante do exército"), em árabe escrito como isfassalar (em árabe: إسفهسلار; romaniz.: isfahsalār) ou isbassalar (em árabe: إصبهسلار; romaniz.: iṣbahsalār), foi um título utilizado em boa parte do mundo islâmico durante os séculos X-XV, para denotar os comandantes militares mais seniores mas também uma posição genérica dum oficial general.

## Mundo Islâmico Oriental e Pérsia
O título deriva do persa médio spāh-sālār (𐬯𐬞𐬁𐬵⸱𐬯𐬁𐬮𐬁𐬭), já atestado nos textos Pazend do século IX. Foi o equivalente do antigo título sassânida de aspabedes (árabe ispabade), que durante o período islâmico deixou de ser utilizado no uso geral e tornou-se um título real entre certas dinastias locais no Tabaristão e Coração. Os títulos de ispassalar e sipassalar veio a proeminência no mundo islâmico no final do século X, com a ascensão do poder das dinastias islâmicas durante o chamado "Intermezzo Iraniano". No sentido de "comandante-em-chefe", o título foi utilizado em paralelo aos títulos árabes comuns Hájibe alhujabe (حاجب الحجاب), Hájibe Alquibir (حاجب الكبير) ou Saíbe Aljaixe (صاحب الجيش).
Entre os buídas, foi dado como um sinal de conciliação bem como honra particular para dois generais turcos rebeldes, Sabuqueteguim Almuizi em 971, e, após sua morte, Alpetequim em 974/975. Com o crescimento da instabilidade dos Estados buídas pelo fim do século, o uso de ispassalar degradou-se, e veio a significar simplesmente "comandante" ou apenas "oficial". Entre o posterior Império Safárida sob Calafe ibne Amade (r. 963–1002), o título foi aplicado para o comandante-em-chefe do exército, enquanto o Hájibe Hujabe foi um ofício separado, possivelmente comandante as tropas escravas (mamelucos, gulans). Entre as dinastias turcas, os títulos árabes e persas foram suplementados pelo título turco subaxi (Sübashi).
O Império Gasnévida empregaram sipassalar e seus equivalentes árabes no sentido original de "comandante-em-chefe", mas também para comandantes de contingentes específicos de seu exército, junto do uso de ssalar "simples" (e em árabe hájibe) para generais menos exaltados. O Império Seljúcida e o Sultanato de Rum utilizaram algumas variações do título tais como ispassalar-i buzurgue (اسپهسالار بزرگ - Ispahsālār-i Buzurg) ou emir-i ispassalar (امیر اسپهسالار - Amīr-i Ispahsālār), bem como uma variedade de outros títulos árabes, persas e turcos no sentido técnico de comandante-em-chefe do exército e governadores e comandantes do exército de regiões importantes e, num sentido mais genérico, de "oficial general". O título também foi utilizado pelo Império Corásmio, originalmente vassalo seljúcida, que empregou a variante única de Quir Isfassalar (قیر اسفهسالار), para comandantes das regiões fronteiriças.
As conquistas mongóis diminuíram o uso do título, trazendo à tona os títulos turcos e mongóis, muito embora permaneceu em uso generalizado nas regiões isoladas e conservadoras de Dailão e Guilão na costa do mar Cáspio. Na Pérsia propriamente, foi revivido pelo Império Safávida sob o Xá Abas I (r. 1587–1629), substituindo o título árabe de emir de emires utilizado até então. O ofício foi aparentemente geralmente mantido pelos beguelerbegues do Azerbaijão, que Rustã Cã sendo a pessoa mais proeminente a ocupá-la. O posto foi abolido novamente em 1664/77, depois do que o comandante-em-chefe (sardar) foi nomeado apenas em tempo de guerra. O título reapareceu na forma sipassalar-azã (سپهسالار اعظم) sob o posterior Império Cajar, sendo mantido como honorífico pelo ministro da guerra Mirza Maomé Cã Cajar em 1858, o reformismo ministro da guerra e logo depois ministro chefe) Mirza Huceine Cã Gasvini — que também construiu a homônima Mesquita de Sipassalar em Teerã — em 1871 e pelo ministro chefe Maomé Vali Cã Tonecaboni em 1910.

## Maxerreque
A influência buída, e especialmente seljúcida, levou ao espalhar do título de ispassalar, junto de outros títulos persas, para oeste em direção e Maxerreque e mesmo para os países cristãos do Cáucaso: em armênio tornou-se [a]spassalar e em georgiano amirspassalari, um dos quatro grandes ministros de estado do Reino da Geórgia. O título também esteve em uso comum entre as dinastias atabegues turcas da Síria e Iraque e mais tarde no Império Aiúbida, tanto para os comandantes militares regionais mas também, unicamente, como um dos títulos pessoais dos atabegues.
No Califado Fatímida do Egito, o isfassalar foi o comandante-em-chefe do exército e juntamente responsável com o camareiro chefe (uazir açaguir (Wazīr as-Ṣaghīr) ou saíbe albabe (Sāhib al-Bāb)) pela organização militar. O título sobreviveu entre os mamelucos do Egito, onde isfassalar e o nisba "alisfassalari" (الإسفهسلاري) foram comumente utilizado na titularia dos comandantes seniores do século XIII, mas parece ter sido aviltado e caiu em desuso depois disso. É ainda atestado tão tarde quanto 1475 para o comandante-em-chefe mameluco, mas por esta época o termo isbassalar foi também aplicado geralmente para os guardas do sultão mameluco. Entre os otomanos, sipassalar (سپاهسالار - sipāhsālār) continuou a ser utilizado mas num sentido genérico, com os termos usuais para comandante-em-chefe sendo serdar (سردار) e serasquer (سرعسكر).

## Índia muçulmana
Dos gasnévidas, o título também passou para o Império Gúrida, governante do Afeganistão e norte da Índia. Sob os gúridas, isfassalar significou o comandante-em-chefe, mas no século XIII denotou um oficial em comando de 100 cavaleiros, e sob a dinastia Tuguelaque declinou para o comandante de 10 homens. Além deste significado técnico, o termo continuou a ser utilizado nos Estados muçulmanos da Índia nos séculos XIV-XV como um termo genérico para "oficial general", ou seja, sob a dinastia Lodi do Sultanato de Déli, ou como "comandante-em-chefe", ou seja, no Sultanato de Bengala ou nos Sultanatos do Decão. Sob o Império Mogol, foi um título às vezes dado ao cã de cãs (Khankhanan), o comandante-em-chefe mongol, especialmente quando liderou o exército no lugar do imperador mogol.